# Мамишев, Захид Бейляр оглы
Захид Бейляр оглы Мамишев (азерб. Zahid Bəylər oğlu Məmişov; 10 января 1928, Джеванширский уезд — 17 апреля 1980, Кировабад) — советский азербайджанский шофер, Герой Социалистического Труда (1966).

## Биография
Родился 10 января 1928 года в селе Барда Джеванширского уезда Азербайджанской ССР (ныне город в Бардинском районе).
С 1943 года — шофер грузовой автоколонны, начальник автобазы, начальник автоколонны, механик таксомоторной службы, директор СТО Кировабадского производственного автотреста.
Мамишев тщательно изучал автопоезд, изучил режим работы заготовительных пунктов, благодаря чему достиг высоких результатов. Захид Мамишев стал инициатором в республике вождения автопоездов с двумя прицепами. Результаты оказались положительными: благодаря двум прицепам Мамишев увеличил производительность автомобиля на 20 процентов — шофер доставлял каждым рейсом на Кировабадский хлопкоочистительный завод на 12—15 тонн хлопка больше нормы, добился сокращения сверхнормативных простоев под погрузкой и выгрузкой, сократил время доставки грузов с Каракоюнлинского заготовительного пункта в Кировабад с 10 часов до 7, тем самым позволив хлопкоочистительному заводу освободиться от выплаты штрафов за сверхнормативные простои. План семилетки Мамишев выполнил досрочно, за 5 лет и 6 месяцев, с эффективностью в 122,3 процентов. Без капитального ремонта машина Мамишева прошла 398,387 километров, шофер сэкономил государству 2,2 тысячи рублей, 6 комплектов автопокрышек и 3,1 тысячи горючего.
Указом Президиума Верховного Совета СССР от 5 октября 1966 года за выдающиеся успехи, достигнутые в выполнении заданий семилетнего плана по перевозкам народнохозяйственных грузов и пассажиров, строительству, ремонту и содержанию автомобильных дорог Мамишеву Захиду Бейляр оглы присвоено звание Героя Социалистического Труда с вручением ордена Ленина и золотой медали «Серп и Молот».
Активно участвовал в общественной жизни Азербайджана. Член КПСС с 1952 года.
Скончался 17 апреля 1980 года в городе Кировабад.